# Associazione Calcio Riunite Messina 1959-1960
Questa pagina raccoglie i dati riguardanti l'Associazione Calcio Riunite Messina nelle competizioni ufficiali della stagione 1959-1960.

## Stagione
Nella stagione 1959-1960 il Messina disputò il quattordicesimo campionato di Serie B della sua storia, un torneo a venti squadre che prevede tre promozioni e tre retrocessioni, con 37 punti in classifica ottiene l'ottavo posto in buona compagnia a metà classifica. Salgono in Serie A il Torino, il Lecco ed il Catania, retrocedono in Serie C il Taranto, il Modena ed il Cagliari.
Al Messina viene confermato l'allenatore della stagione scorsa Bruno Arcari, arrivano dalla Pro Vercelli il portiere Angelo Colombo e la mezz'ala Graziano Landoni, dal Cagliari arrivano l'ala Carlo Regalia e dal Palermo l'ala Giuseppe Barbieri, mentre dalla Mirandolese, che gioca in Serie D, viene prelevato il terzino Piero Dotti. La squadra giallorossa disputa un campionato cadetto senza acuti ma anche senza particolari rischi, raggiungendo con anticipo l'obiettivo principale che è la permanenza nella categoria.

## Divise
| 1ª maglia |

## Rosa
| N. |                     | Ruolo | Calciatore         |
| -- | ------------------- | ----- | ------------------ |
|    | Italia (bandiera)   | A     | Sebastiano Alicata |
|    | Italia (bandiera)   | D     | Giuseppe Barbieri  |
|    | Italia (bandiera)   | A     | Olivo Bastoni      |
|    | Italia (bandiera)   | C     | Giorgio Bettini    |
|    | Italia (bandiera)   | C     | Giuseppe Bosco     |
|    | Norvegia (bandiera) | A     | Per Bredesen       |
|    | Italia (bandiera)   | A     | Luigi Brugola      |
|    | Italia (bandiera)   | D     | Renato Cardillo    |
|    | Italia (bandiera)   | A     | Nicola Ciccolo     |
|    | Italia (bandiera)   | A     | Ennio Ciccolo      |
|    | Italia (bandiera)   | P     | Angelo Colombo     |
|    | Italia (bandiera)   | C     | Piero Dotti        |

| N. |                   | Ruolo | Calciatore        |
| -- | ----------------- | ----- | ----------------- |
|    | Italia (bandiera) | A     | Emanuele Felicani |
|    | Italia (bandiera) | D     | Mario Kirchmayr   |
|    | Italia (bandiera) | C     | Graziano Landoni  |
|    | Italia (bandiera) | A     | Ennio Lenuzza     |
|    | Italia (bandiera) | D     | Guglielmo Magazzù |
|    | Italia (bandiera) | C     | Mariano Melonari  |
|    | Italia (bandiera) | C     | Antonio Monguzzi  |
|    | Italia (bandiera) | C     | Franco Radaelli   |
|    | Italia (bandiera) | A     | Carlo Regalia     |
|    | Italia (bandiera) | C     | Alvaro Sellani    |
|    | Italia (bandiera) | D     | Angelo Stucchi    |
|    | Italia (bandiera) | P     | Gino Zappetti     |

## Risultati

### Campionato

#### Girone di andata
| Messina 20 settembre 1959 1ª giornata | Messina             | 0 – 0 | Brescia | Stadio Giovanni Celeste\| Arbitro: \| Stanzione (Salerno) \| |
| Arbitro:                              | Stanzione (Salerno) |       |         |                                                              |

| Arbitro: | D'Agostini (Roma) |

|                  |           |           |
| Regalia 16’, 79’ | Marcatori | 49’ Nyers |

| Novara 4 ottobre 1959 3ª giornata | Novara          | 0 – 0 | Messina | Stadio Comunale\| Arbitro: \| Guidi (Brescia) \| |
| Arbitro:                          | Guidi (Brescia) |       |         |                                                  |

| Arbitro: | Samani (Trieste) |

|           |           |  |
| Crovi 80’ | Marcatori |  |

| Arbitro: | Ferrari (Milano) |

|                         |           |  |
| Regalia 30’ Landoni 71’ | Marcatori |  |

| Arbitro: | Leita (Udine) |

|             |           |  |
| Lenuzza 37’ | Marcatori |  |

| Arbitro: | Lo Bello (Siracusa) |

|                      |           |  |
| Biagini 3’ Macor 45’ | Marcatori |  |

| Messina 8 novembre 1959 8ª giornata | Messina         | 0 – 0 | Catanzaro | Stadio Giovanni Celeste\| Arbitro: \| Annoscia (Bari) \| |
| Arbitro:                            | Annoscia (Bari) |       |           |                                                          |

| Arbitro: | Borasio (Alessandria) |

|                           |           |             |
| Governato 33’ Stecker 59’ | Marcatori | 75’ Lenuzza |

| Arbitro: | Ascari (Carpi) |

|                                            |           |             |
| Gagliardi 10’ Redegalli 20’ Mattavelli 90’ | Marcatori | 78’ Brugola |

| Arbitro: | D'Agostini (Roma) |

|               |           |  |
| Alicata I 62’ | Marcatori |  |

| Messina 13 dicembre 1959 12ª giornata | Messina          | 0 – 0 | Venezia | Stadio Giovanni Celeste\| Arbitro: \| Politano (Cuneo) \| |
| Arbitro:                              | Politano (Cuneo) |       |         |                                                           |

| Arbitro: | Zaza (Molfetta) |

|                              |           |  |
| Menichelli 59’ Calzolari 69’ | Marcatori |  |

| Arbitro: | Guidi (Brescia) |

|                             |           |  |
| Magistrelli 59’ Taccola 70’ | Marcatori |  |

| Arbitro: | Bartolomei (Roma) |

|              |           |  |
| Bredesen 39’ | Marcatori |  |

| Arbitro: | Francescon (Padova) |

|             |           |                         |
| Landoni 73’ | Marcatori | 18’ Virgili 84’ Mazzero |

| Arbitro: | Leita (Udine) |

|                         |           |              |
| Deotto 2’ Bacci 8’, 26’ | Marcatori | 30’ Melonari |

| Arbitro: | Bartolomei (Roma) |

|                  |           |                  |
| Giammarinaro 17’ | Marcatori | 3’, 36’ Barbieri |

| Arbitro: | Sbardella (Roma) |

|               |           |  |
| Alicata I 26’ | Marcatori |  |

#### Girone di ritorno
| Arbitro: | Genel (Trieste) |

|            |           |  |
| Crippa 63’ | Marcatori |  |

| Arbitro: | Politano (Cuneo) |

|                  |           |  |
| Bosco 52’ (aut.) | Marcatori |  |

| Arbitro: | Stanzione (Salerno) |

|                           |           |  |
| Regalia 32’ Alicata I 65’ | Marcatori |  |

| Arbitro: | Ascari (Carpi) |

|                              |           |  |
| Bettini 49’, 50’ Lenuzza 88’ | Marcatori |  |

| Arbitro: | De Robbio (Torre Annunziata) |

|                                       |           |  |
| Bagnoli 1’ Corso 12’, 79’ Tinazzi 89’ | Marcatori |  |

| Arbitro: | D'Agostini (Roma) |

|  |           |                        |
|  | Marcatori | 5’ Landoni 45’ Regalia |

| Messina 20 marzo 1960 26ª giornata | Messina          | 0 – 0 | Catania | Stadio Giovanni Celeste\| Arbitro: \| Rebuffo (Milano) \| |
| Arbitro:                           | Rebuffo (Milano) |       |         |                                                           |

| Arbitro: | Butti (Como) |

|                  |           |  |
| Fanello 23’, 66’ | Marcatori |  |

| Arbitro: | Stanzione (Salerno) |

|  |           |                 |
|  | Marcatori | 46’ Stefanini I |

| Arbitro: | Borasio (Alessandria) |

|                                                               |           |          |
| Landoni 25’ Alicata I 29’, 37’, 80’ Melonari 31’ Barbieri 62’ | Marcatori | 14’ Riva |

| Arbitro: | Ferrari (Milano) |

|                                |           |              |
| Tasso 32’, 69’, 79’ Scappi 55’ | Marcatori | 73’ Bredesen |

| Arbitro: | Gazzano (Genova) |

|  |           |                    |
|  | Marcatori | 58’, 89’ Alicata I |

| Arbitro: | Rebuffo (Milano) |

|              |           |            |
| Barbieri 56’ | Marcatori | 79’ Smersy |

| Arbitro: | Babini (Ravenna) |

|  |           |               |
|  | Marcatori | 28’ Mantovani |

| Arbitro: | Genel (Trieste) |

|                                              |           |  |
| Rizzolini 10’ Zanoni 45’ Cardillo 72’ (aut.) | Marcatori |  |

| Torino 22 maggio 1960 35ª giornata | Torino            | 0 – 0 | Messina | Stadio Filadelfia\| Arbitro: \| Roversi (Bologna) \| |
| Arbitro:                           | Roversi (Bologna) |       |         |                                                      |

| Arbitro: | Di Tonno (Lecce) |

|              |           |  |
| Melonari 31’ | Marcatori |  |

| Arbitro: | Adami (Roma) |

|              |           |  |
| Barbieri 77’ | Marcatori |  |

| Arbitro: | Politano (Cuneo) |

|  |           |                         |
|  | Marcatori | 3’ Felicani 15’ Ciccolo |

## Statistiche

### Statistiche di squadra
| Competizione | Punti | In casa | In casa | In casa | In casa | In casa | In casa | In trasferta | In trasferta | In trasferta | In trasferta | In trasferta | In trasferta | Totale | Totale | Totale | Totale | Totale | Totale | DR |
| Competizione | Punti | G       | V       | N       | P       | Gf      | Gs      | G            | V            | N            | P            | Gf           | Gs           | G      | V      | N      | P      | Gf     | Gs     | DR |
| ------------ | ----- | ------- | ------- | ------- | ------- | ------- | ------- | ------------ | ------------ | ------------ | ------------ | ------------ | ------------ | ------ | ------ | ------ | ------ | ------ | ------ | -- |
| Serie B      | 37    | 19      | 11      | 5       | 3       | 23      | 7       | 19           | 4            | 2            | 13           | 12           | 31           | 38     | 15     | 7      | 16     | 35     | 38     | -3 |
| Coppa Italia |       | 1       | 1       | 0       | 0       | 1       | 0       | 1            | 0            | 0            | 1            | 0            | 1            | 2      | 1      | 0      | 1      | 1      | 1      | 0  |
| Totale       |       | 20      | 12      | 4       | 3       | 24      | 7       | 20           | 4            | 2            | 14           | 12           | 32           | 40     | 16     | 7      | 17     | 36     | 39     | -3 |

### Statistiche dei giocatori
| Giocatore    | Serie B  | Serie B | Coppa Italia | Coppa Italia | Totale   | Totale |
| Giocatore    | Presenze | Reti    | Presenze     | Reti         | Presenze | Reti   |
| ------------ | -------- | ------- | ------------ | ------------ | -------- | ------ |
| S. Alicata   | 27       | 8       | 2            | 1            | 29       | 9      |
| G. Barbieri  | 25       | 5       | 2            | 0            | 27       | 5      |
| O. Bastoni   | 1        | 0       | -            | -            | 1        | 0      |
| G. Bettini   | 29       | 2       | 2            | 0            | 31       | 2      |
| G. Bosco     | 36       | 0       | 2            | 0            | 38       | 0      |
| P. Bredesen  | 14       | 2       | -            | -            | 14       | 2      |
| L. Brugola   | 9        | 1       | -            | -            | 9        | 1      |
| R. Cardillo  | 7        | 0       | -            | -            | 7        | 0      |
| N. Ciccolo   | 11       | 1       | -            | -            | 11       | 1      |
| E. Ciccolo   | 1        | 0       | -            | -            | 1        | 0      |
| A. Colombo   | 27       | -31     | 2            | -1           | 29       | -32    |
| P. Dotti     | 31       | 0       | 2            | 0            | 33       | 0      |
| E. Felicani  | 5        | 1       | -            | -            | 5        | 1      |
| M. Kirchmayr | 33       | 0       | 2            | 0            | 35       | 0      |
| G. Landoni   | 26       | 4       | 1            | 0            | 27       | 4      |
| E. Lenuzza   | 11       | 3       | 2            | 0            | 13       | 3      |
| G. Magazzù   | 2        | 0       | -            | -            | 2        | 0      |
| M. Melonari  | 28       | 3       | 2            | 0            | 30       | 3      |
| A. Monguzzi  | 2        | 0       | 1            | 0            | 3        | 0      |
| F. Radaelli  | 12       | 0       | -            | -            | 12       | 0      |
| C. Regalia   | 30       | 5       | 2            | 0            | 32       | 5      |
| A. Sellani   | 6        | 0       | -            | -            | 6        | 0      |
| A. Stucchi   | 34       | 0       | 2            | 0            | 36       | 0      |
| G. Zappetti  | 11       | -7      | -            | -            | 11       | -7     |